# 노키아 루미아 710
노키아 루미아 710(Nokia Lumia 710)은 노키아가 마이크로소프트와 공동으로 개발한 스마트폰으로, 노키아의 첫 윈도우 폰 7 플랫폼 제품이며 노키아 루미아 윈도우 폰 7 라인업 중 보급형 기종이다. 유럽에서는 2011년 10월 루미아 800과 함께 출시되었고, 2012년 1월에는 T-모바일을 통해서 미국에도 출시되었다. 대한민국에서도 2011년 12월 26일 KT를 통해 출시 하였으며, 대한민국에서 정식 출시된 윈도우 폰 7 플랫폼의 첫 제품이다.

## 같이 보기
- 노키아 루미아 610
- 노키아 루미아 800
- 노키아 루미아 900